# Чаат масала
Чаат-масала, також пишеться як чат-масала, — порошкова суміш спецій або масала, що походить з Південної Азії та зазвичай використовується для додання смаку чату. Як правило, вона складається з амчуру (сушеного мангового порошку), кмину, коріандру, сушеного імбиру, солі (часто чорної), чорного перцю, асафетиди та порошку чилі. Гарам масала додається за бажанням.

## Використання
Окрім приготування чаату, чаат масала використовується в індійських фруктових салатах з папаї, саподилли, яблук і бананів. В Індії чаат масалою також посипають картоплю, фрукти, яєчні тости та звичайні салати.
Бренди спецій продають альтернативну суміш спецій під назвою фруктова чаат масала, яка містить менше кмину, коріандру та імбиру, але більше перцю чилі, чорної солі, амчуру та асафетиди. Вуличні торговці зазвичай самі змішують чаат масалу, якою посипають нарізані фрукти чи свіжі овочі (наприклад, сиру білу редьку в північних регіонах Індійського субконтиненту). Іноді використовують лише чорну сіль з порошком чилі.